# Hemithyrsocera mentawiensis
Hemithyrsocera mentawiensis es una especie de cucaracha del género Hemithyrsocera, familia Ectobiidae.

## Distribución
Esta especie se encuentra en Indonesia.